# Algerije op de Paralympische Zomerspelen 2020
Algerije was een van de landen die deelnam aan de Paralympische Zomerspelen 2020 in Tokyo, Japan.

## Medailleoverzicht
| Sport       | Paralympiër            | Onderdeel             | Medaille |
| ----------- | ---------------------- | --------------------- | -------- |
| Atletiek    | Skander Djamil Athmani | 400 m, T13 (m)        | Goud     |
| Atletiek    | Asmahan Boudjadar      | Kogelstoten, F33 (v)  | Goud     |
| Atletiek    | Safia Djelal           | Kogelstoten, F57 (v)  | Goud     |
| Judo        | Cherine Abdellaoui     | - 52 kg (v)           | Goud     |
|             |                        |                       |          |
| Atletiek    | Skander Djamil Athmani | 100 m, T13 (m)        | Zilver   |
| Atletiek    | Kamel Kardjena         | Kogelstoten, F33 (m)  | Zilver   |
| Atletiek    | Abdelkrim Krai         | 1500 m, T38 (m)       | Zilver   |
| Atletiek    | Nassima Saifi          | Discuswerpen, F57 (v) | Zilver   |
|             |                        |                       |          |
| Atletiek    | Walid Ferhah           | Kegelwerpen, F32 (m)  | Brons    |
| Atletiek    | Mounia Gasmi           | Kegelwerpen, F32 (v)  | Brons    |
| Atletiek    | Lynda Hamri            | Verspringen, T12 (v)  | Brons    |
| Bankdrukken | Hocine Bettir          | -65 kg (m)            | Brons    |

## Deelnemers en resultaten
(m) = mannen, (v) = vrouwen 

### Atletiek
| Atleet                 | Onderdeel             | Heats               | Heats               | Finale              | Finale              |
| Atleet                 | Onderdeel             | Resultaat           | Rang                | Resultaat           | Rang                |
| ---------------------- | --------------------- | ------------------- | ------------------- | ------------------- | ------------------- |
| Mohamed Nadjib Amchi   | Kogelstoten, F32 (m)  | Niet van toepassing | Niet van toepassing | 9.62 m              | 5e                  |
| Skander Djamil Athmani | 100 m, T13 (m)        | 10.59 s             | 1e                  | 10.54 s WR PR       | Zilver              |
| Skander Djamil Athmani | 400 m, T13 (m)        | 47.89 s             | 1e                  | 46.70 s             | Goud                |
| Lahouari Bahlaz        | Kogelstoten, F32 (m)  | Niet van toepassing | Niet van toepassing | 10.37 m             | 4e                  |
| Lahouari Bahlaz        | Kegelwerpen, F32 (m)  | Niet van toepassing | Niet van toepassing | 33.06 m             | 5e                  |
| Adbellatif Baka        | 400 m, T13 (m)        | Niet gestart        | Niet gestart        | Niet gekwalificeerd | Niet gekwalificeerd |
| Adbellatif Baka        | 1500 m, T13 (m)       | Niet van toepassing | Niet van toepassing | 3:59.56 s           | 8e                  |
| Mohamed Berrahal       | 100 m, T51 (m)        | Niet van toepassing | Niet van toepassing | 21.94 s             | 4e                  |
| Mohamed Berrahal       | 200 m, T51 (m)        | Niet van toepassing | Niet van toepassing | 40.04 s             | 4e                  |
| Mohamed Berrahal       | Discuswerpen, F52 (m) | Niet van toepassing | Niet van toepassing | 12.74 PR(F51)       | 7e                  |
| Sid Ali Bouzourine     | 400 m, T36 (m)        | Niet van toepassing | Niet van toepassing | 57.91 s             | 6e                  |
| Walid Ferhah           | Kegelwerpen, F32 (m)  | Niet van toepassing | Niet van toepassing | 35.34 m             | Brons               |
| Kamel Kardjena         | Kogelstoten, F33 (m)  | Niet van toepassing | Niet van toepassing | 11.34 m             | Zilver              |
| Nacer-Eddine Karfas    | Marathon, T12 (m)     | Niet van toepassing | Niet van toepassing | 2:41:02             | 11e                 |
| Salah Khelaifia        | 100 m, T13 (m)        | 11.48 s             | 12e                 | Niet gekwalificeerd | Niet gekwalificeerd |
| Abdelkrim Krai         | 1500 m, T38 (m)       | Niet van toepassing | Niet van toepassing | 4:03.07 s           | Zilver              |
| Ahmed Mehideb          | Kogelstoten, F32 (m)  | Niet van toepassing | Niet van toepassing | 9.51 m              | 7e                  |
| Ahmed Mehideb          | Kegelwerpen, F32 (m)  | Niet van toepassing | Niet van toepassing | 31.34 m             | 8e                  |
| Samir Nouioua          | 1500 m, T46 (m)       | Niet van toepassing | Niet van toepassing | 3:55.56 s           | 4e                  |
|                        |                       |                     |                     |                     |                     |
| Nadjet Boucherf        | Kegelwerpen, F51 (v)  | Niet van toepassing | Niet van toepassing | 13.01 m             | 5e                  |
| Asmahan Boudjadar      | Kogelstoten, F33 (v)  | Niet van toepassing | Niet van toepassing | 7.10 m PR           | Goud                |
| Achoura Boukoufa       | Speerwerpen, F46 (v)  | Niet van toepassing | Niet van toepassing | 31.01 m             | 8e                  |
| Safia Djelal           | Kogelstoten, F57 (v)  | Niet van toepassing | Niet van toepassing | 11.29 m WR PR       | Goud                |
| Safia Djelal           | Discuswerpen, F57 (v) | Niet van toepassing | Niet van toepassing | 29.47 m             | 5e                  |
| Mounia Gasmi           | Kogelstoten, F32 (v)  | Niet van toepassing | Niet van toepassing | 5.42 m              | 6e                  |
| Mounia Gasmi           | Kegelwerpen, F32 (v)  | Niet van toepassing | Niet van toepassing | 23.29 m             | Brons               |
| Lynda Hamri            | Verspringen, T12 (v)  | Niet van toepassing | Niet van toepassing | 5.33 m              | Brons               |
| Nadia Medjmedj         | Kogelstoten, F57 (v)  | Niet van toepassing | Niet van toepassing | Niet gestart        | Niet gestart        |
| Nadia Medjmedj         | Speerwerpen, F56 (v)  | Niet van toepassing | Niet van toepassing | 20.02 m             | 4e                  |
| Nassima Saifi          | Kogelstoten, F57 (v)  | Niet van toepassing | Niet van toepassing | 10.29 m             | 5e                  |
| Nassima Saifi          | Discuswerpen, F57 (v) | Niet van toepassing | Niet van toepassing | 30.81 m             | Zilver              |

### Bankdrukken
| Paralympiër       | Onderdeel   | Resultaat | Prestatie |
| ----------------- | ----------- | --------- | --------- |
| Hocine Bettir     | -65 kg (m)  | Brons     | 192.0     |
| Hadj Ahmed Beyour | -49 kg (m)  | 7e        | 143.0 kg  |
|                   |             |           |           |
| Samira Guerioua   | - 45 kg (v) | 4e        | 90.0 kg   |

### Basketbal
| Paralympiër | Onderdeel   | Resultaat | Prestatie |
| --- | ----------- | --------- | --- |
| Mostefa Abassi Abderraouf Abbad Bilel Ayache Hakim Badache Ayoub Badrane Oussama Baghradji Abdennour Benredouane Nabil Guedoun Samir Ladjadjat Rafik Mansouri Abdelkarim Megueddem Omar Zidi | Mannenteam  | 12e       | Groep B (6e) GBR - ALG: 70 - 43 ALG - AUS: 37 - 83 ALG - IRI: 47 - 81 GER - ALG: 71 - 50 ALG - USA: 25 - 86 Plaats 11/12 COL - ALG: 70 - 47 |
| Samiha Abdelali Hafida Belhadef Nourhane Boublal Fatima Bouzidi Yamina Ghoul Naoual Khedir Djamila Khemgani Nebia Mehimda Zohra Sellami Dhabia Semati Kheira Zairi                           | Vrouwenteam | 10e       | Groep B (5e) ALG - CHN: 25 - 74 NED - ALG: 109 - 18 ALG - ESP: 8 - 80 ALG - USA: 21 - 62 Plaats 9/10 AUS - ALG: 71 - 32                     |

### Goalball
| Paralympiër                                                                                        | Onderdeel  | Resultaat | Prestatie                                                                           |
| -------------------------------------------------------------------------------------------------- | ---------- | --------- | ----------------------------------------------------------------------------------- |
| Samir Belhouchat Firas Bentria Djalal Boutadjine Imad Eddine Godmane Abdelhalim Larbi Omar Mebarki | Mannenteam | 9e        | Groep A (5e) ALG - JPN: 4 - 13 LTU - ALG: 7 - 7 BRA - ALG: 10 - 4 ALG - USA: 5 - 13 |

### Judo
| Paralympiër            | Onderdeel   | Resultaat | Prestatie |
| ---------------------- | ----------- | --------- | --- |
| Abderrahmane Chetouane | -90 kg (m)  | -         | 1/8e finale: V van JPN Haruka Hirose                                                                               |
| Ishak Ouldkouider      | -60 kg (m)  | -         | 1/8e finale: V van VEN Marcos Dennis Blanco Herkansingen, 1e ronde: V van UZB Sherzod Namozov                      |
|                        |             |           | |
| Cherine Abdellaoui     | - 52 kg (v) | Goud      | Kwartfinale: W van UKR Nataliya Nikolaychyk Halve finale: W van JPN Yui Fujiwara Finale: W van CAN Priscilla Gagne |

Afghanistan · 
Algerije · 
Amerikaanse Maagdeneilanden · 
Angola · 
Argentinië · 
Armenië · 
Aruba · 
Australië · 
Azerbeidzjan · 
Bahrein · 
Barbados · 
Belarus · 
België · 
Benin · 
Bermuda · 
Bosnië en Herzegovina · 
Botswana · 
Brazilië · 
Bulgarije · 
Burkina Faso · 
Burundi · 
Cambodja · 
Canada · 
Centraal-Afrikaanse Republiek · 
Chili · 
China · 
Chinees Taipei · 
Colombia · 
Congo-Brazzaville · 
Congo-Kinshasa · 
Costa Rica · 
Cuba · 
Cyprus · 
Denemarken · 
Dominicaanse Republiek · 
Duitsland · 
Ecuador · 
Egypte · 
El Salvador · 
Estland · 
Ethiopië · 
Faeröer · 
Fiji · 
Filipijnen · 
Finland · 
Frankrijk · 
Gabon · 
Gambia · 
Georgië · 
Ghana · 
Griekenland · 
Groot-Brittannië · 
Guatemala · 
Guinee · 
Guinee‑Bissau · 
Haïti · 
Honduras · 
Hongarije · 
Hongkong · 
Ierland · 
IJsland · 
India · 
Indonesië · 
Irak · 
Iran · 
Israël · 
Italië · 
Ivoorkust · 
Jamaica · 
Japan · 
Jordanië · 
Kaapverdië · 
Kameroen · 
Kazachstan · 
Kenia · 
Kirgizië · 
Koeweit · 
Kroatië · 
Laos · 
Lesotho · 
Letland · 
Libanon · 
Liberia · 
Libië · 
Litouwen · 
Luxemburg · 
Madagaskar · 
Maleisië · 
Mali · 
Malta · 
Marokko · 
Mauritius · 
Mexico · 
Moldavië · 
Mongolië · 
Montenegro · 
Mozambique · 
Namibië · 
Nederland · 
Nepal · 
Nicaragua · 
Nieuw-Zeeland · 
Niger · 
Nigeria · 
Noord-Macedonië · 
Noorwegen · 
Oeganda · 
Oekraïne · 
Oezbekistan · 
Oman · 
Oostenrijk · 
Pakistan · 
Palestina · 
Panama · 
Papoea-Nieuw-Guinea · 
Peru · 
Polen · 
Portugal · 
Puerto Rico · 
Qatar · 
Roemenië · 
Russisch Paralympisch Comité ·
Rwanda · 
Saint Vincent en Grenadines · 
Samoa · 
Saoedi-Arabië · 
Sao Tomé en Principe · 
Senegal · 
Servië · 
Seychellen · 
Sierra Leone · 
Singapore · 
Slovenië · 
Slowakije · 
Somalië · 
Spanje · 
Sri Lanka · 
Syrië · 
Tadzjikistan · 
Tanzania · 
Thailand · 
Togo · 
Tonga · 
Trinidad en Tobago · 
Tsjechië · 
Tunesië · 
Turkije · 
Turkmenistan · 
Uruguay · 
Venezuela · 
Verenigde Arabische Emiraten · 
Verenigde Staten · 
Vietnam · 
Zimbabwe · 
Zuid-Afrika · 
Zuid-Korea · 
Zweden · 
Zwitserland
Paralympisch Vluchtelingen Team